# 星生山
星生山（日语：／ Hosshō-zan）是日本大分縣玖珠郡九重町內的一座活火山。標高1762公尺，是九重町的最高峰，同時也是阿蘇九重國立公園的一部分。

## 概要
山體因15,000年－10,000年前的火山活動形成，同時形成的還有久住山、中嶽、三俁山、湯澤山、泉水山等山峰。

## 噴發活動

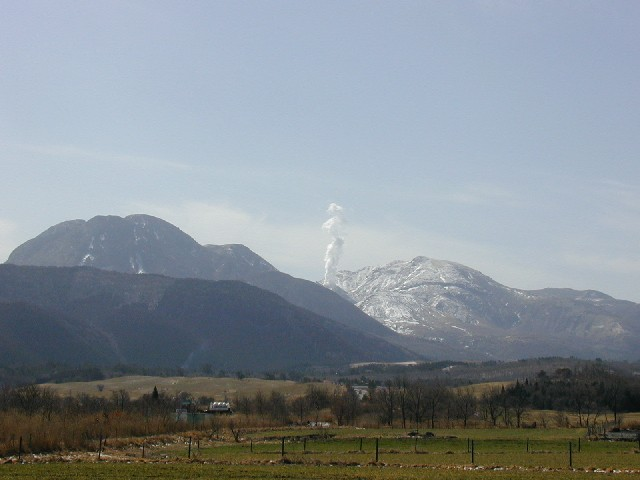
星生山（右）和三俁山（左）
中央的煙柱來自硫黃山

星生山的地質活動十分頻繁，歷史上多次發生火山噴發，其最早的文字記錄可追溯至1662年，是日本氣象廳對九重山地域重點觀測的兩座火山之一。（另一座是中嶽）。
1995年10月11日，在沉寂了333年之後，星生山山腹的凸起山峰「硫黃山」發生噴發，火山灰飄落到熊本市。1996年則再次噴發，并伴隨有微小地震發生。因這一連串的火山噴發產生了大量有毒氣體，星生山在2002年前一直被日本氣象廳禁止進入。